# Infundibulicybe
Infundibulicybe — рід грибів родини Tricholomataceae. Назва вперше опублікована 2003 року.

## Класифікація
Раніше вона була частиною родини Tricholomataceae, але недавня молекулярна філогенія показала, що він займає ізольоване місце в межах Agaricales.

## Поширення та середовище існування
Вони виростають сапротрофно на підстилці листя та хвої або ґрунті в лісах, пасовищах та альпійських луках.
В Україні зустрічаються їстівні Клітоцибе рудий (Infundibulicybe geotropa) та Клітоцибе лійковидний (Infundibulicybe gibba), що разом з 12 іншими грибами були перенесені з роду Clitocybe в Infundibulicybe.

## Галерея

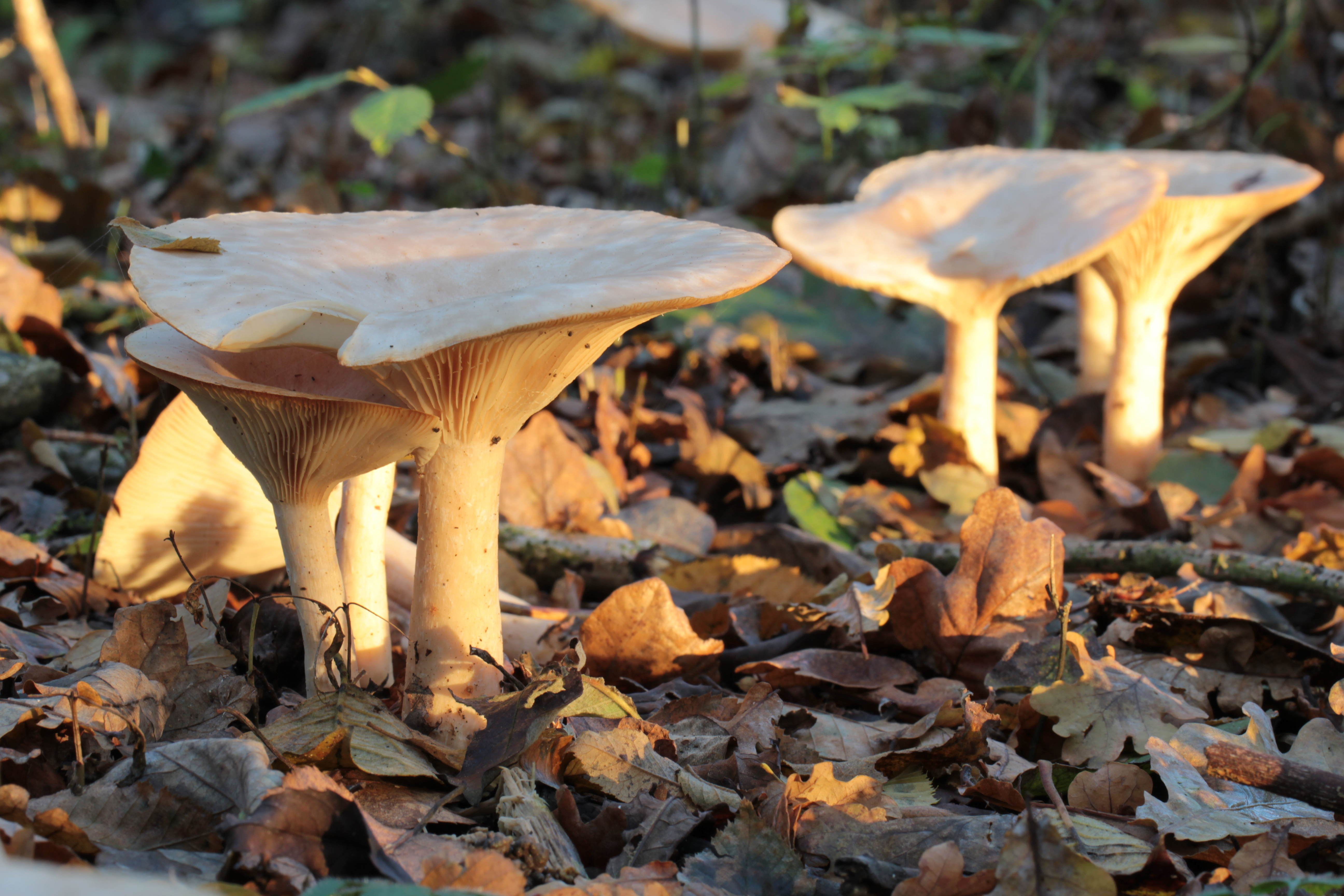
Infundibulicybe geotropa
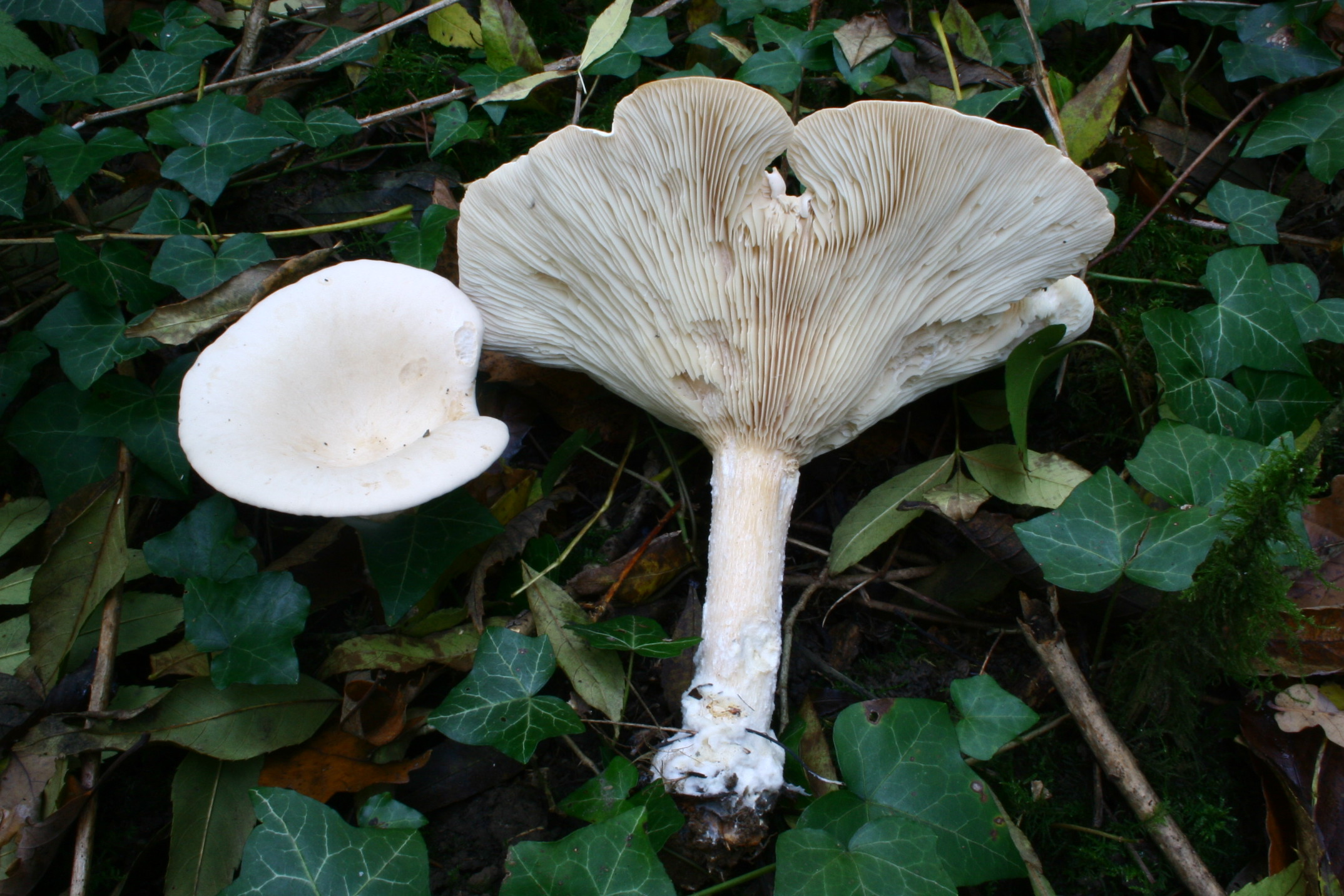
Infundibulicybe geotropa
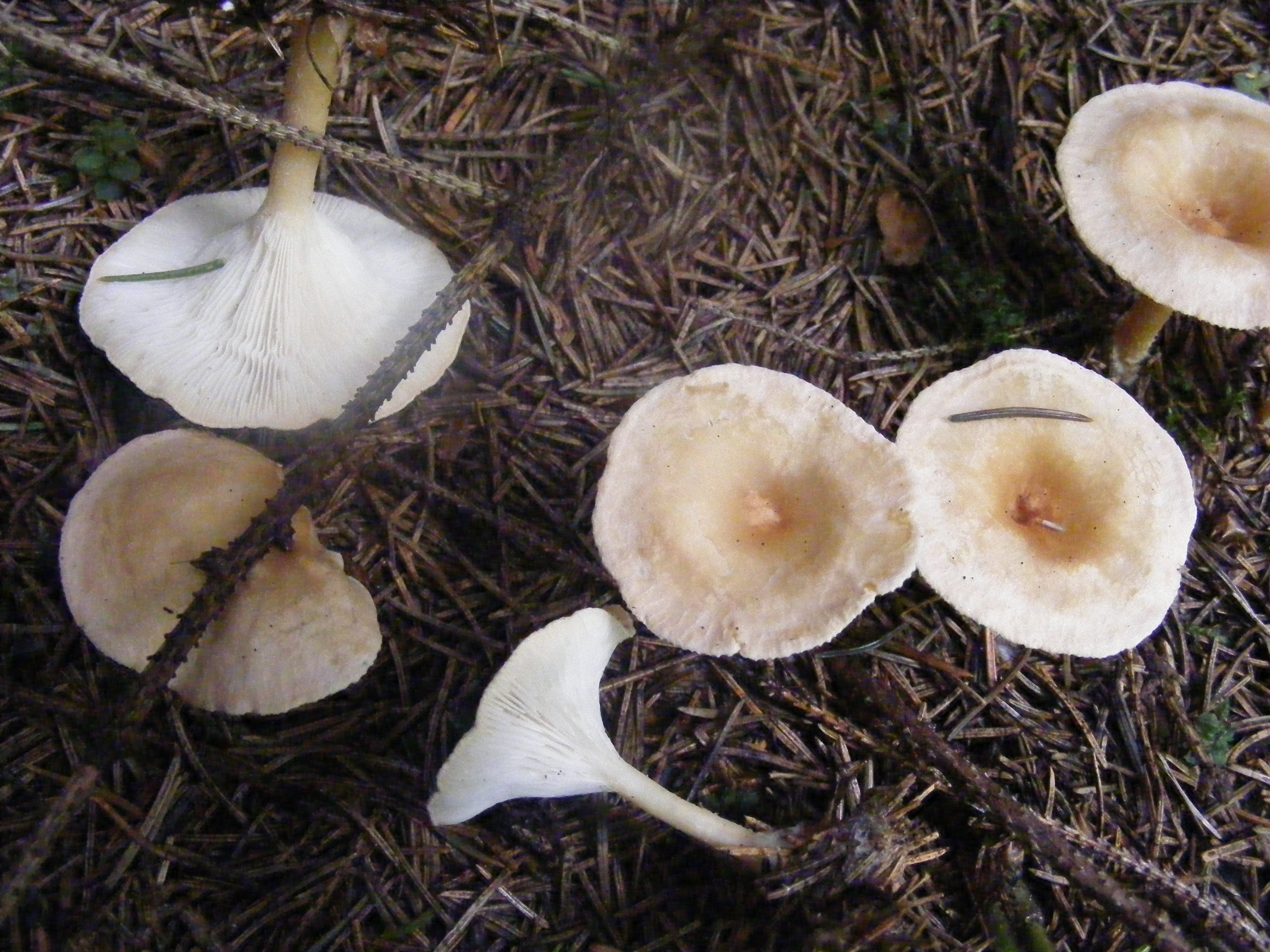
Infundibulicybe gibba
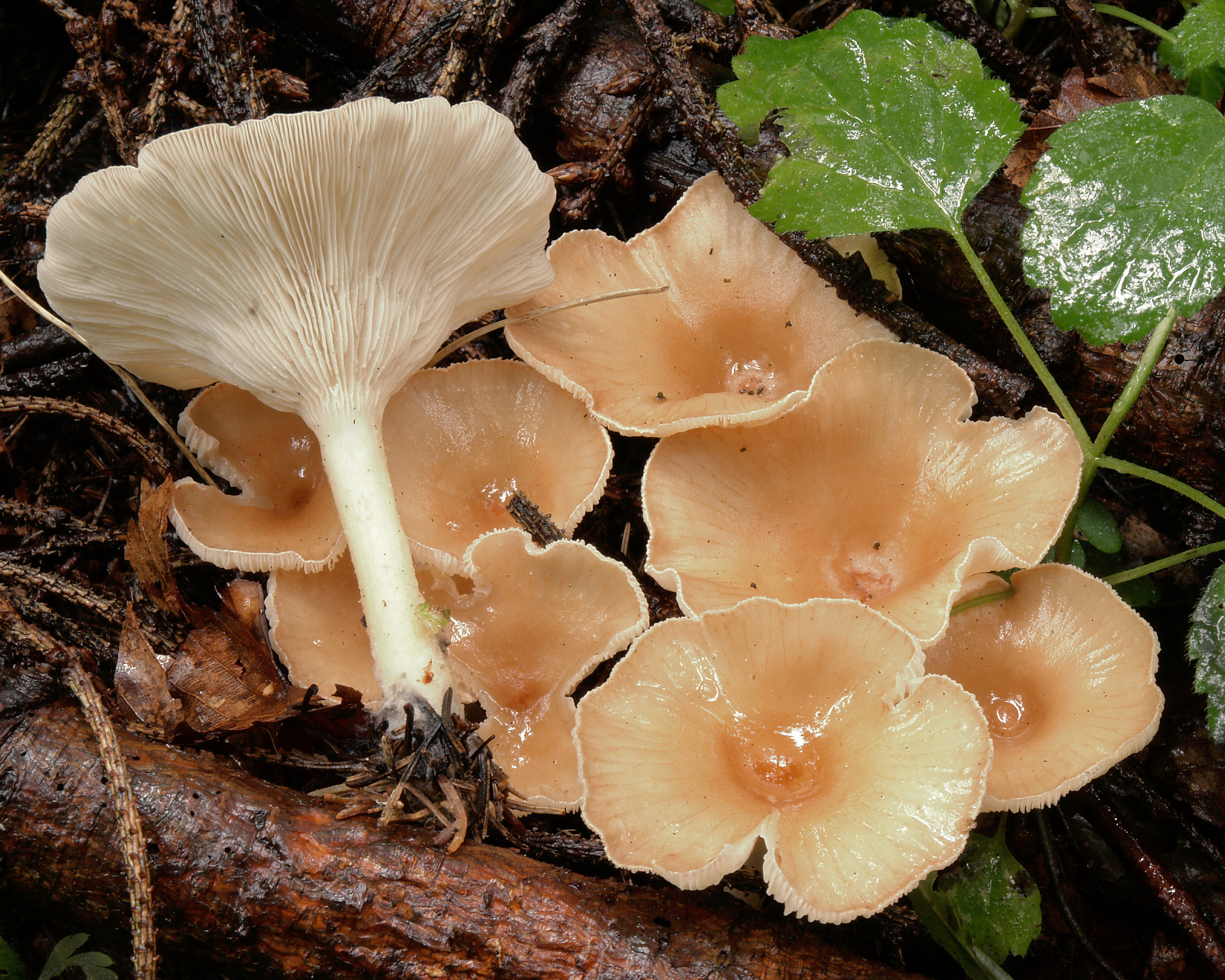
Infundibulicybe gibba